# Wow and Flutter
Wow and Flutter est un maxi du groupe anglais Stereolab, sorti en 1994. Les chansons Wow and Flutter et Nihilist Assault Group apparaissent également dans l'album Mars Audiac Quintet sorti la même année.
Wow and Flutter est arrivé en 70e position de l'UK Singles Chart.

## Liste des titres
1. Wow and Flutter
2. Heavy Denim
3. Nihilist Assault Group, Pts. 3–5
4. Narco Martenot